# Pumice Desert
Le Pumice Desert est une prairie sèche du comté de Klamath, dans l'Oregon, aux États-Unis. Protégée au sein du parc national de Crater Lake, elle doit son nom au fait qu'elle peut présenter l'apparence d'un désert, ayant été formée par le comblement d'une vallée glaciaire par des matériaux volcaniques produits par le mont Mazama.